# Jaroslav Čihák

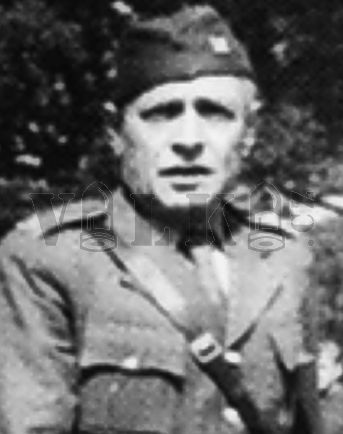
Jaroslav Čihák

Jaroslav Čihák (* 24. Juli 1891 in Kratonohy; † 30. April 1944 in London) war ein tschechoslowakischer Soldat, Legionär, Divisionsgeneral in der Tschechoslowakischen Armee, Angehöriger der tschechoslowakischen Exilarmee in London sowie als Mitglied der Widerstandsgruppe Obrana národa eine Persönlichkeit des tschechoslowakischen Widerstandes 1939–1945 gegen den Nationalsozialismus.

## Leben
Nach dem Abitur an der Realschule in Nový Bydžov und zwei Semestern an einer Bergbauakademie meldete sich Čihák 1912 freiwillig in die Armee; 1913 beendete er eine Offiziersschule und wurde als Reservist eingestuft. Nach dem Ausbruch des Ersten Weltkriegs wurde Čihák an die russische Front entsandt. 1916 geriet er in die Gefangenschaft und meldete sich in die Tschechoslowakischen Legionen. Nach einem Lehrgang für Offiziere unter anderem in Boryspil kämpfte er in den Legionen mit dem 1. Sturmregiment gegen die Rote Armee in der Ukraine und entlang der Rückzugstrasse der Legionen an der Transsibirischen Eisenbahn. Im September 1920 kehrte Čihák in die Tschechoslowakei zurück.
Nach einer kurzen Dienstzeit in Böhmen (Turnov und Domažlice) wurde Čihák im Dezember 1920 in die Slowakei versetzt, wo er mehrere Bataillone befehligte. Zwischen November 1926 und September 1928 hielt er Vorträge an der Vysoká škola válečná (Kriegshochschule) in Prag, 1929 bis 1931 – bereits als Oberst – an einer Schule für Befehlshaber. Es folgten einige Befehlshaberposten in einem Regiment in Chust in der Karpatenukraine und Milovice. Im Januar 1938 erhielt er den Grad eines Generals und befehligte die 21. Division in Veselí nad Moravou.
Nach der Besetzung des Landes durch die Wehrmacht und der Ausrufung des Protektorats Böhmen und Mähren schloss sich Čihák der Widerstandsorganisation Obrana národa an und wurde zu deren Vertreter und Kontaktperson bei der Widerstandsorganisation Petiční výbor Věrni zůstaneme bestimmt. Während der ersten großen Verhaftungswelle der Gestapo im Herbst 1939 und Anfang des Jahres 1940 konnte er der Verhaftung entgehen und emigrierte nach Frankreich. Er wurde zum stellvertretenden Befehlshaber der Infanterie der in Frankreich aufgestellten 1. Tschechoslowakischen Division der sich formierenden tschechoslowakischen Exilarmee und koordinierte nach der Besetzung Frankreichs den Rückzug der Verbände und ihre Evakuierung nach Großbritannien. In London übernahm er in der tschechoslowakischen Exilregierung den Vorsitz im Stab des Verteidigungsministeriums und weitere verschiedene militärische und politische Funktionen, unter anderem war er in der Zeit 1940 bis 1944 Vorsitzender des Tschechoslowakischen Roten Kreuzes (ČSČK), damals mit Sitz in London. Infolge einer schweren Erkrankung starb Čihák am 30. April 1944.
Im Oktober 1946 erhielt Jaroslav Čihák in memoriam den Grad eines Divisionsgenerals.

## Auszeichnungen
- Tschechoslowakisches Kriegskreuz 1914–1918
- Falken-Orden (Tschechoslowakei)
- Tschechoslowakische Revolutionsmedaille
- Tschechoslowakische Siegesmedaille
- Russischer Orden der Heiligen Anna
- Tschechoslowakisches Kriegskreuz 1939

und andere.